# Hypena styx
Hypena styx là một loài bướm đêm trong họ Erebidae.